# Médéric Lanctôt
Pour les articles homonymes, voir Lanctôt.
Médéric Lanctôt (7 décembre 1838 - 30 juillet 1877) est un avocat, journaliste et homme politique québécois. Nationaliste, républicain, proche des milieux ouvriers, on le connaît surtout comme l'un des leaders du mouvement s’opposant au projet de Confédération, au milieu des années 1860. Plusieurs le considèrent comme l’un des premiers indépendantistes québécois,.

## Biographie

### Enfance et formation
Médéric Lanctôt naît le 7 décembre 1838 à Montréal. Sa mère, Mary Miller (1820-1892) est originaire de Kingston, en Ontario ; son père Hippolyte Lanctôt (1816-1887) est un notaire de Saint-Rémi. Au moment de la naissance de son fils Médéric, Hippolyte est détenu à la prison du Pied-du-Courant pour sa participation à la bataille d’Odelltown, dans le contexte des rébellions de 1837-1838. Reconnu coupable de haute trahison en mars 1839, il est condamné à mort, peine qui sera commuée en une déportation à vie en Australie. Après un pardon impérial, il revient au pays en 1845 et s’installe à Saint-Édouard, dans le Richelieu.
Le tempérament de Médéric sera fortement influencé par cette épreuve. Son père, qui n’a jamais renié ses convictions nationalistes, démocrates et républicaines, l’élèvera dans une certaine « mystique » des rébellions de 1837-1838.
En 1849, son père l’envoie faire ses études au Collège de Saint-Hyacinthe. On le dit brillant, mais indiscipliné. Son futur collaborateur Laurent-Olivier David dit de lui que « personne n'apprenait plus vite, mais aucun élève aussi n'était plus dissipé, plus insoumis; il était de tous les complots, de toutes les révoltes contre l'autorité, de toutes les équipées ». Selon une rumeur exploitée plus tard par ses adversaires, il serait allé jusqu’à comploter pour mettre le feu au Collège. Lanctôt ne retournera pas au Collège en septembre 1852 et ne complètera donc pas sa formation classique.
Par la suite, grâce aux relations de son père, il entre comme apprenti commis chez Augustin Cuvillier, un financier de Montréal. Pendant trois ans, il y développera sa compréhension des questions économiques. C’est aussi pendant cette période qu’il commence à fréquenter l’Institut canadien, haut-lieu de la pensée libérale du temps, associé au Parti rouge. Au cours des années suivantes, il deviendra l’un des conférenciers les plus actifs de l’Institut.
Parmi les personnalités associées à l’Institut, on retrouve l’avocat et journaliste Joseph Doutre. Doutre encourage Lanctôt dans la voie du journalisme, et dès l’automne 1855, ce dernier quitte Montréal pour travailler au Courrier de Saint-Hyacinthe. Pendant deux ans, Lanctôt œuvre pour ce journal proche du Parti libéral (rouge). Il y affûtera sa plume et apprendra les bases du fonctionnement de la presse écrite. Ces expériences lui seront fort utiles dans les années suivantes, lorsqu’il lancera ses propres journaux.
Attiré par le domaine du droit, Lanctôt revient à Montréal vers 1858 pour y entreprendre des études à l’Université McGill. En parallèle, il entre comme clerc-stagiaire au sein du cabinet d’avocats de Joseph Doutre et Charles Daoust. Il sera admis à la pratique légale deux ans plus tard. À ces activités s’ajoute son implication au sein du journal Le Pays, l’organe de l’Institut canadien, où il succède à Louis-Antoine Dessaules en tant que rédacteur. Il demeure en poste jusqu’en mai 1860, date de son accession au Barreau.
Il concentre alors ses efforts à sa nouvelle profession d’avocat en s’installant à son compte. Selon David, « Son amour du travail, son activité, son esprit perspicace, fertile en expédients, et sa parole vigoureuse et argumentative, lui firent en peu de temps une belle clientèle ». Pendant deux ans, il partage son temps entre son emploi et l’Institut canadien, mais toute cette activité en vient à affecter sa santé. Ce besoin de repos le décide à s’embarquer pour l’Europe, où il séjournera de juillet à octobre 1862, principalement en France et en Angleterre.

### L’engagement politique
Les années de formation de Lanctôt sont à présent derrière lui. Peu à peu, ses idées politiques, sociales et économiques se sont cristallisées au contact de l’univers de la presse libérale et des intellectuels de l’Institut canadien. À 24 ans, peut-être un peu à l’étroit dans le domaine juridique, il brûle de faire entendre sa voix sur les grands enjeux de la société de son temps ; cette soif d’engagement politique le mènera tout naturellement dans la direction de la presse de combat.
En société avec Toussaint Thompson et C.E.E. Bouthillier, il achète une imprimerie et fonde le journal La Presse (1863-1864, à ne pas confondre avec le journal du même nom fondé en 1884). L’objectif de Lanctôt est double : démontrer qu’il est possible d’établir un journal quotidien de langue française (La Presse fut le premier quotidien canadien-français) et lutter contre l’esprit de parti qui divise son peuple. Son journal se définit ainsi comme indépendant des partis, chose rare à cette époque. En tant que rédacteur en chef, Lanctôt rédige des textes qui reflètent ses préoccupations : l’encouragement de l’industrie et du commerce, la défense de la religion et de la nationalité, ainsi que l’union complète des Canadiens français, au-delà des divisions entre « Bleus » et « Rouges ». L’indépendance politique est régulièrement évoquée comme la solution aux problèmes qui affligent la société canadienne-française.

La vision politique articulée par Lanctôt sera vite bousculée par les événements : en juin 1864, George-Étienne Cartier, John A. MacDonald et George Brown annoncent la création d’une « Grande coalition » visant à réaliser l’union des colonies britanniques d’Amérique du Nord. Lanctôt est catastrophé : à ses yeux, un tel projet représente un danger mortel pour les Canadiens français, qui deviendraient minoritaires dans ce nouveau pays. Pendant tout l’été 1864, il multiplie ses attaques dans les pages de La Presse, attirant l’attention de jeunes intellectuels dissidents, autant du côté des conservateurs « Bleus » (Laurent-Olivier David) que des libéraux « Rouges » (Wilfrid Laurier, L.-A. Jetté). Un « comité national » est formé, et un long manifeste signé de 46 noms est publié dans le premier numéro de L’Union nationale, qui remplace La Presse en septembre 1864. Le projet de la Grande coalition se précise à l’occasion des conférences de Charlottetown (septembre 1864) et Québec (octobre 1864), menant à la rédaction des 72 « Résolutions de Québec ». 

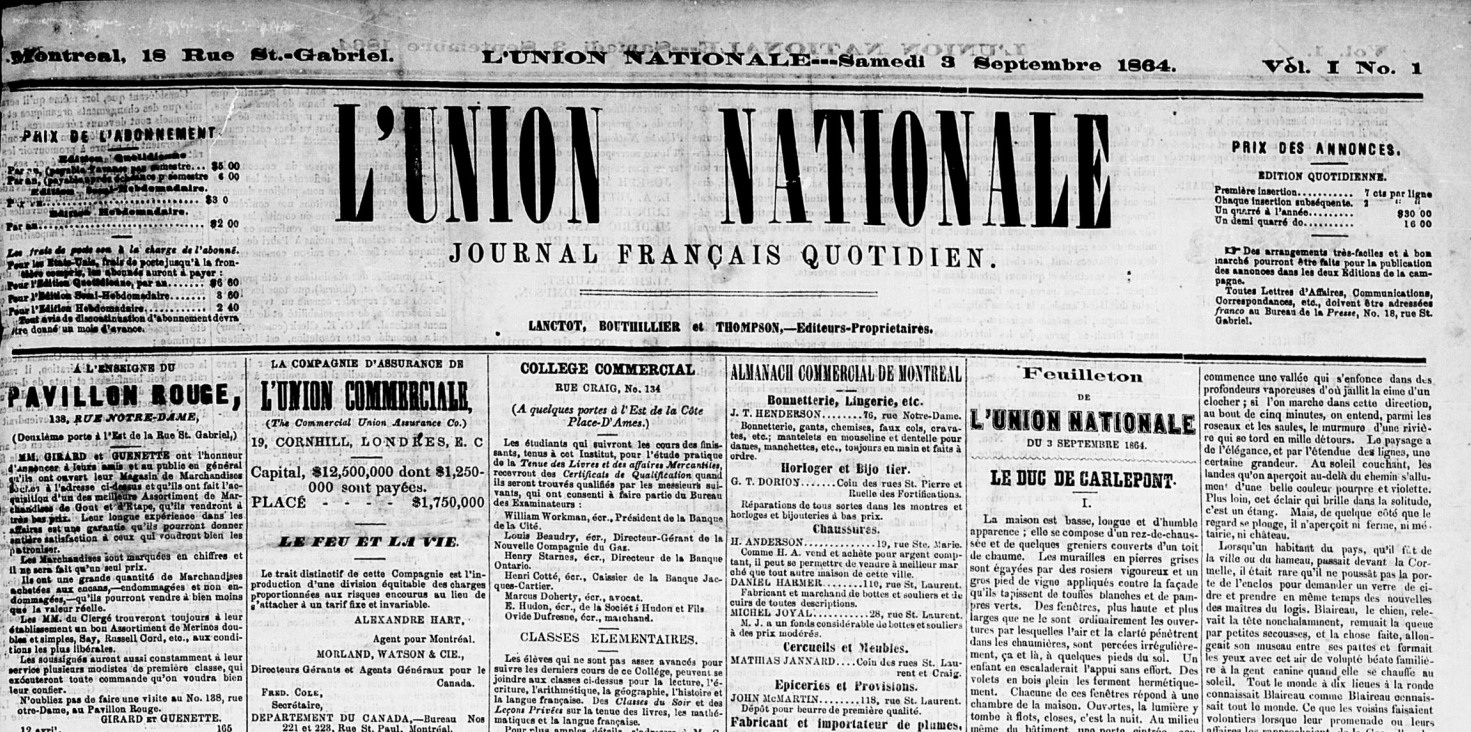
En septembre 1864, Médéric Lanctôt fonde un nouveau journal, L'Union nationale, dans lequel il dénonce le projet d'union des colonies britanniques d'Amérique du Nord.

Pendant six mois, de septembre 1864 à mars 1865, Lanctôt et ses collaborateurs s’impliquent dans une vigoureuse campagne contre le projet de la Grande coalition et les vieux partis. Selon Hamelin, cette agitation prend par moments l’allure d’une véritable croisade : on organise des assemblées publiques où sont votées des résolutions contre le projet, on réclame un appel au peuple. Leurs efforts ne parviendront pas à faire changer le cours des choses, et en mars 1865, l’Assemblée législative vote en faveur des Résolutions de Québec, confirmant que le projet de Confédération verra bel et bien le jour.
Si la campagne de ce qu’on commence à appeler le « Parti national » (ou "violet") a échoué à bloquer le projet de Confédération, elle aura contribué à la renommée de Lanctôt. Sa plume acérée fait réagir, et ses talents d’orateur ne laissent personne indifférent. Surtout, il en vient à être associé de près à la défense des nombreux travailleurs qui affluent à Montréal dans les années 1860. De nouvelles industries se sont installées en ville, ce qui résulte dans le développement d’un embryon de classe ouvrière. Probablement influencé par ce qu’il a vu en Angleterre, où fleurissent les idées associationistes et les « sociétés mutuelles d’entraide », Lanctôt entreprend de mobiliser cette masse de travailleurs pour la défense de ses intérêts. Ainsi, il use de ses talents d’avocat pour défendre devant les tribunaux le corps de métier des charretiers, dans le contexte du conflit les opposant à la compagnie de chemin de fer du Grand Tronc. Parallèlement, dans les pages de L’Union nationale, il rapporte les faits saillants des réunions de sociétés d’artisans ou de secours mutuel, fait le point sur les grèves en cours et rend compte des plus récents événements du monde ouvrier en Europe.
Sa notoriété grandissante pousse Lanctôt à se lancer en politique. En février 1866, il se présente aux élections municipales dans le district du Quartier Est contre Alexis Dubord, candidat du pouvoir et homme de paille de G-E Cartier. Contre toute attente, il remporte de peu l’élection ; Dubord réussira cependant à faire annuler le résultat l’année suivante, prétextant des irrégularités liées à la candidature de Lanctôt.

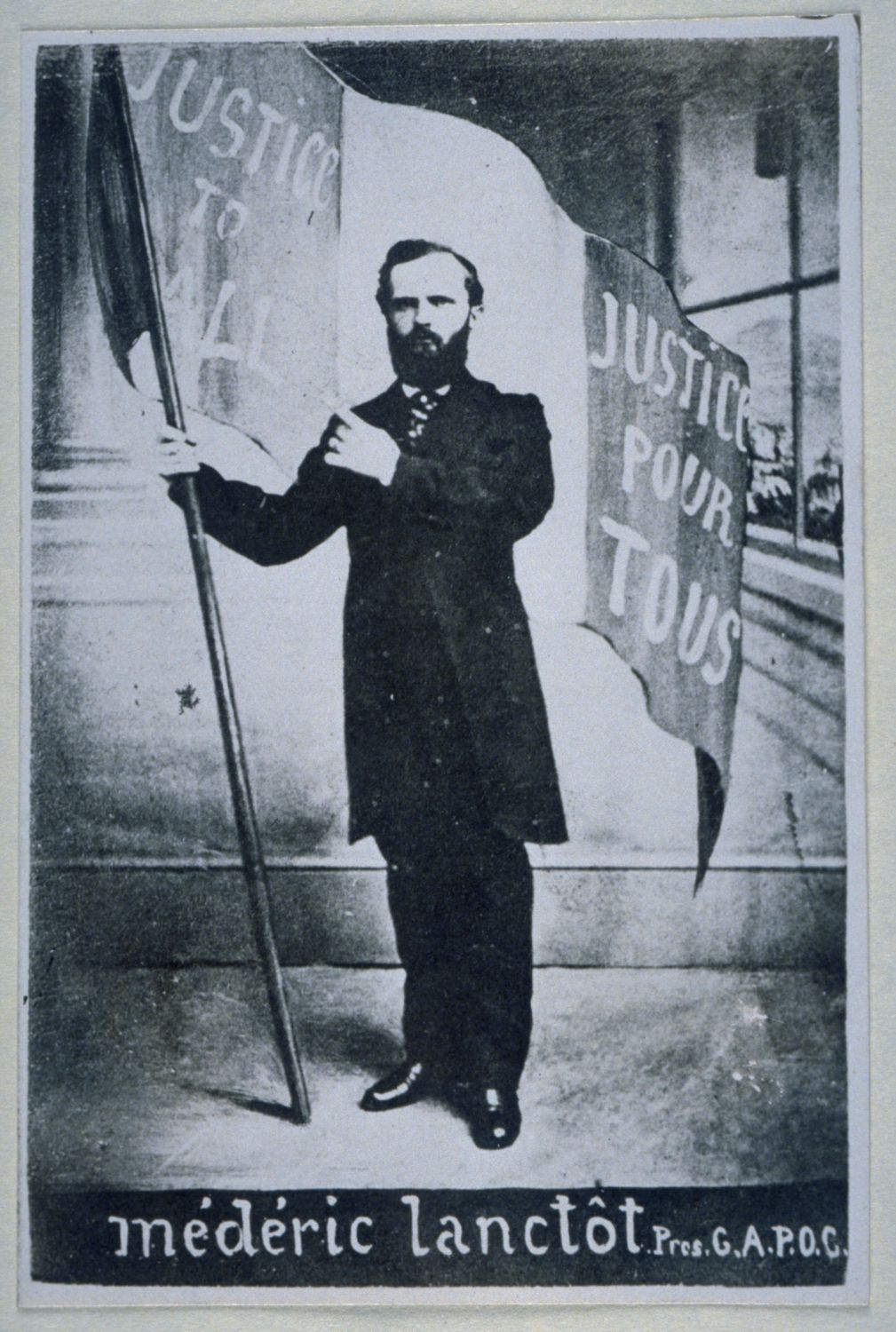
Médéric Lanctôt, président de la GAPOC.

Au cours de l’année 1867, Lanctôt travaille à poursuivre son œuvre de mobilisation des travailleurs, un objectif qu’il considère indissociable de l’émancipation politique. Il se met à rêver à un grand projet : la création d’une société regroupant l’ensemble des corps de métier de Montréal. Son appel dans les pages de L'Union nationale est entendu, et en avril est fondée la Grande Association de protection des ouvriers du Canada (GAPOC). Au cours des mois suivants, 25 corps de métier se joignent à l’association ; cette nouvelle configuration des forces permet à plusieurs d’entre eux d’enregistrer des gains, tels des hausses de salaire. Probablement à l’initiative de Lanctôt, la Commission centrale de la GAPOC décide de faire une démonstration publique de sa force en organisant une marche d’ouvriers, qui se tiendra le 10 juin 1867. C’est la consécration : menés par Lanctôt, installé dans un carrosse tiré par quatre chevaux, 10 000 ouvriers organisés par corps de métier défilent à la lumière des flambeaux dans les rues de la ville. On y brandit le drapeau des patriotes de 1837-38. Sans nul doute, cette « grande procession » représente le haut fait de sa carrière : David parle d’un « triomphe » et rapporte que les ouvriers marchaient en criant « Vive Lanctôt ! »
Gonflé à bloc par ses succès, Lanctôt décide alors de marquer un grand coup : il se présentera aux élections de septembre 1867 dans Montréal-Est, contre nul autre que George-Étienne Cartier. À bien des égards, ce scrutin prend des airs d’élection référendaire ; le projet de Confédération n’ayant jamais été soumis à la consultation populaire, un vote pour les Conservateurs sera interprété comme un vote pour la Confédération. Lanctôt a hâte d’en découdre avec Cartier, qu’il prend pour cible depuis des années dans ses textes : avocat des puissants, politicien avide de pouvoir au point de trahir son peuple, « suppôt de Lord Durham », etc.
La campagne électorale qui suit est d’une brutalité rare, alimentée par une véritable campagne de diffamation contre Lanctôt dans le journal La Minerve. Au cours de l’été, plusieurs tuiles s’abattent sur la tête de Lanctôt (déconvenues financières, scandales divers, hostilité du clergé à son égard). Le 6 septembre tombe le verdict des électeurs : Cartier obtient 2 433 votes, Lanctôt 2 085.
Dans les semaines qui suivent, Lanctôt, convaincu que Cartier a « volé l’élection », tente de provoquer une vague de contestation au sein des classes populaires : il organise des assemblées, fait circuler des pétitions. Ses excès commencent à déplaire à ses alliés. Peu à peu, tout s’écroule autour de lui : la GAPOC s’éteint en quelques semaines, et L’Union nationale cesse de paraître en novembre 1867. Son heure de gloire est irrémédiablement passée.

### Marginalisation et exil
Au début de l’année 1868, la Confédération est chose faite. Lanctôt, qui croit que ce nouveau régime ne sera que provisoire, tente tout de même de s’adapter au nouveau contexte en réorientant son discours politique. En avril 1868 paraît le premier numéro d’un nouveau journal, L’indépendance canadienne, dans lequel il prône la fin du lien colonial avec la Grande-Bretagne et l’annexion aux États-Unis. Ses efforts ne suscitent qu’indifférence.
Sans le sou, isolé politiquement, Lanctôt prend la direction des États-Unis ; il souhaite trouver du soutien à ses idées d’annexion au sein des communautés franco-américaines, les « petits Canadas ». D’abord à Détroit (où il arrive en septembre 1868), puis en Nouvelle-Angleterre, il poursuit sa campagne, fondant au passage divers journaux (L’Idée nouvelle, L’impartial) qui ne survivent que quelques mois avant de faire faillite.

De toute évidence encore blessé par l’hostilité du clergé à son égard lors de l’élection de 1867, il renie sa foi catholique et se convertit au baptisme. Il publie une brochure anti-catholique (Rome, the great usurper), puis en mars 1870, lance à Détroit un nouveau journal, The Anti-Roman Advocate, qui sera lui aussi un échec. Il retournera dans le giron de l’Église catholique quelques années plus tard. 

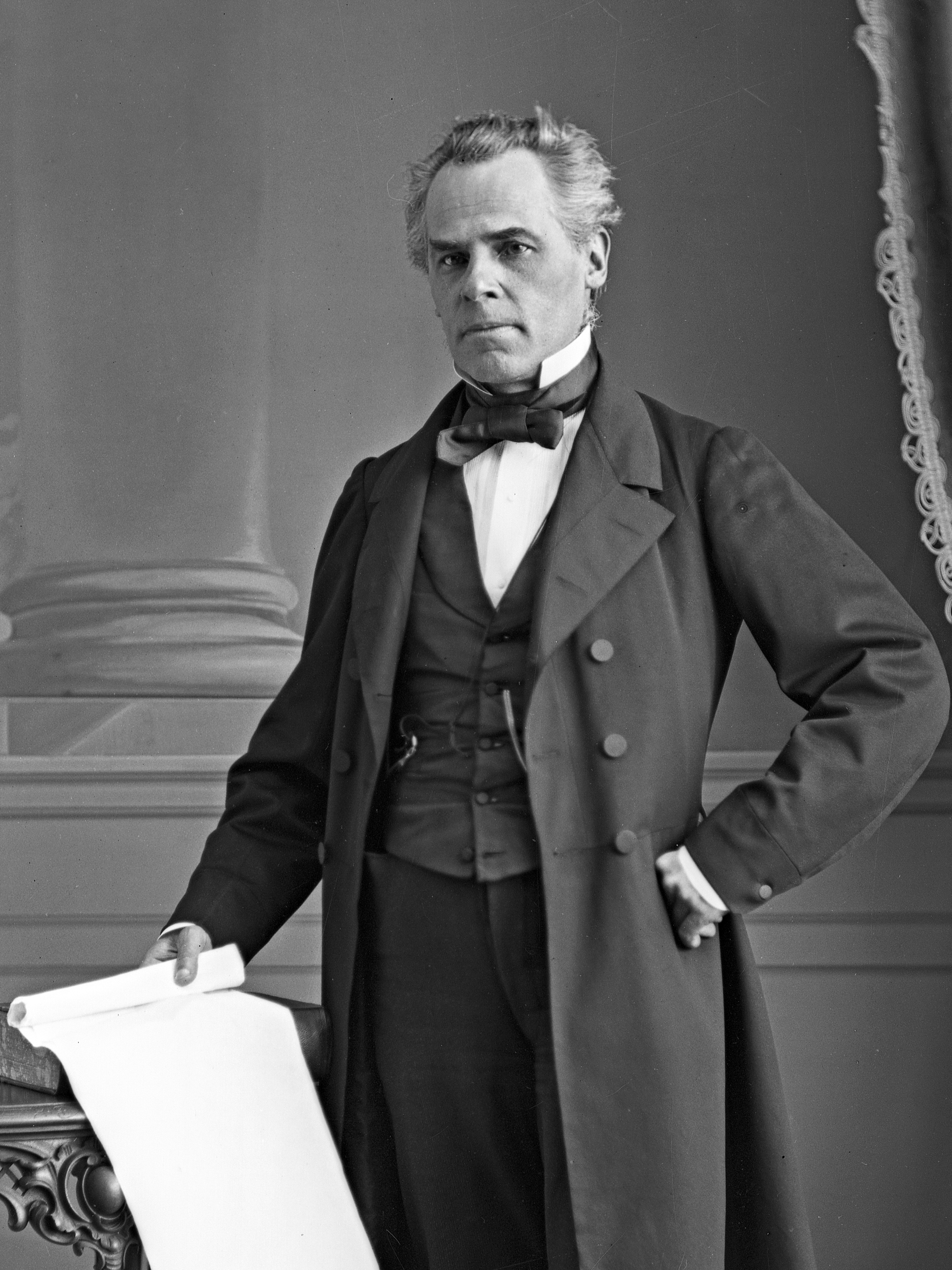
Après s'être longtemps opposé à George-Étienne Cartier, en 1872, Médéric Lanctôt décide d'appuyer publiquement son ancien adversaire.

Ayant échoué à rallier les Franco-Américains autant du point de vue politique que religieux, Lanctôt revient à Montréal à l’automne 1870. Il se présente à l’élection provinciale du printemps 1871, sans succès. Un an plus tard, il fait publier L’association du capital et du travail, une brochure aux accents socialistes dans laquelle il prône diverses réformes ouvrières. À l’automne 1872, il commet la trahison ultime en appuyant publiquement son ancien adversaire George-Étienne Cartier lors de l’élection fédérale dans Montréal. La défaite de Cartier confirme la déchéance de Lanctôt, qui, selon L.-O. David, « n’était plus qu’une feuille morte à la merci de tous les vents ».
Les années suivantes se résument à une longue errance avec sa famille, dans des conditions matérielles souvent difficiles. Après un passage aux États-Unis en 1873-1874, un ami lui obtient un poste de sténographe à la Chambre des communes à Ottawa en 1875. Parallèlement, il devient rédacteur au Courrier de l’Outaouais, journal qu’il finira par acheter. Pendant un temps, il se fait un nom en politique municipale à Hull, mais ses succès seront de courte durée.

### Mort
Surmené, il ressent le besoin de prendre une pause et acquiert une terre à Lucerne (Aylmer) au printemps 1877. C’est là qu’il s’éteint, le 20 juillet 1877. Il est inhumé au Cimetière Notre-Dame-des-Neiges le 2 août.

## Idées économiques et politiques
Presque complètement oubliée au cours du siècle qui a suivi son décès, la figure de Médéric Lanctôt a été peu à peu redécouverte depuis les années 1960. On a reconnu en lui un penseur original, un des premiers Canadiens français à avoir esquissé une synthèse cohérente entre le volet « social » (qui inclut la dimension économique) et le « national ». Lanctôt n’a pas laissé de papiers personnels ni de correspondance, mais on peut avoir une bonne idée de sa pensée en parcourant l’ensemble des textes qu’il a publiés tout au long de sa vie, dans des brochures comme des journaux (contrairement à bien des journalistes et rédacteurs de l’époque, il avait l’habitude de signer ses articles et billets).
Sur le plan économique, les idées de Lanctôt connaissent une lente évolution. Dans ses premières années, puis à l’époque de son combat contre le projet de Confédération, son action vise d’abord à réformer le capitalisme dans une perspective libérale. Améliorer les institutions, protéger la jeune industrie canadienne (qu’il considère comme l’ « avenir de la Nation »), regrouper les ouvriers dans des corps organisés selon le métier, voilà autant d’idées qu’il propose à ses lecteurs de La Presse et surtout de L’Union nationale. On dénote aussi dans sa pensée l’influence de principes mutualistes, auxquels il a probablement été exposé lors de son voyage en France et en Grande-Bretagne en 1862. Coopératives d’alimentation, magasins « à prix coûtant », assistance aux veuves et orphelins, les initiatives de la GAPOC reçoivent un accueil enthousiaste au sein de la classe ouvrière naissante du Montréal des années 1860. D’une certaine manière, Lanctôt contribue ainsi à poser les bases de ce qui deviendra le mouvement coopératiste québécois à la fin du XIXe siècle.
Dans les années 1870, la pensée économique de Lanctôt se radicalise et se rapproche d’une forme de socialisme utopique. Dans sa brochure L’association du capital et du travail (1872), il préconise l’abolition du salariat ainsi que le partage égal des bénéfices entre l’ouvrier et son patron. Cependant, à une époque où tous se souviennent de l’expérience de la Commune de Paris, il se défend d’être communiste. À ses yeux, sa proposition de réforme permet d’éviter tout à la fois la misère aux ouvriers et les risques d’une révolution aux conséquences potentiellement tragiques.
De l’avis de plusieurs observateurs, la pensée de Lanctôt se distingue par sa capacité à lier de façon cohérente ses idées économiques au volet politique. Dès son jeune âge, à la suite des enseignements de son père et de sa fréquentation de l’Institut canadien, il adopte des positions nationalistes et démocrates : le principe des nationalités, notamment, éclaire ses prises de position. Son parti-pris indépendantiste se confirmera tout particulièrement lors de la lutte contre le projet de la Confédération, époque où il préconise cette « troisième voie », refusant du même coup le « faux dilemme » entre la Confédération (appuyée par les Bleus) et l’annexion (Rouges). Lanctôt considère l’indépendance comme l’ « âge adulte » d’un peuple, alors que le statut de colonie n’est qu’un « état adolescent ».
Le passage de la Confédération force Lanctôt à adapter son message indépendantiste, qui se concentrera désormais sur la rupture du lien colonial avec l’Empire britannique Lanctôt dénonce le fait que l’Empire, en cherchant à écouler ses produits, se trouve à empêcher le développement de l’industrie dans ses colonies ; dans le contexte canadien, ceci provoque chômage et pauvreté, qui mènent à un exode des Canadiens français vers les États-Unis.
Par la suite, son exil aux États-Unis amène Lanctôt à réorienter une nouvelle fois sa rhétorique politique, cette fois en se rapprochant de l’idée d’annexion. L’échec de ces tentatives (autant à Montréal qu’auprès des Franco-Américains) laisse à penser qu’au cours de ses dernières années, Lanctôt peine à retrouver la force de la vision politique qu’il portait jusqu’en 1867.
Médéric Lanctôt aura traversé son époque à la manière d’une étoile filante, avec une popularité éclatante mais éphémère. Selon Marie-Marthe Filion-Montpetit, on est toutefois en droit de le considérer comme un penseur « injustement oublié » ainsi que comme un « homme engagé [devant] être reconnu pour la cohérence de ses idées et pour ses vues avant-gardistes qui annoncent une philosophie socialiste ».

## Vie de famille
Le 28 octobre 1862, il épouse Agnès Doutre, sœur de Joseph et de Gonzalve Doutre. Ils auront huit enfants, dont deux mourront en bas âge. Agnès trépasse le 9 mai 1879 et est enterrée au Cimetière Notre-Dame-des-Neiges.

## Descendance
Selon des recherches menées par l’historien Denis Vaugeois, l’ex-felquiste Jacques Lanctôt serait un descendant de Médéric Lanctôt.

## Œuvres
- L'indépendance pacifique du Canada, [Montréal] 1867 (https://books.google.co.zm/books?id=pciFzt4mu0AC&printsec=frontcover&source=gbs_vpt_read#v=onepage&q&f=false)
- Rome: The Great Usurper over God, Church, and Man, [Detroit] 1870
- Association du capital et du travail, Montréal, John Wilson, 1872 (https://archive.org/details/cihm_04536/mode/2up)
- Programme indépendant, [s.l.] 1876 (en ligne [archive])